# Delta Arae
Delta Arae (δ Arae, δ Ara) é uma estrela dupla na constelação de Ara. Com uma magnitude aparente de 3,62 é a quinta estrela mais brilhante da constelação. Com base em sua paralaxe de 16,48 milissegundos de arco, está a aproximadamente 198 anos-luz (61 parsecs) da Terra.
Delta Arae é uma massiva estrela de classe B da sequência principal com uma classificação estelar de B8 Vn. O sufixo 'n' indica que as linhas de absorção estão espalhadas e amplas porque a estrela está girando rapidamente. Tem uma velocidade de rotação projetada de 255 km/s, resultando no raio equatorial 13% maior que o raio polar. Tem uma estrela companheira de magnitude 9,5 de classe G da sequência principal que pode formar um sistema binário com Delta Arae.
Existe uma estrela companheira óptica de 12ª magnitude localizada a 47,4 segundos de arco de distância em um ângulo de posição de 313°.